# Castello di Howth
Il castello di Howth (in inglese Howth Castle) si trova sull'omonima penisola nella contea di Fingal, in Irlanda, a circa 15 km da Dublino.

## Descrizione
Storica dimora dei conti di Howth, si hanno notizie frammentarie sulla sua costruzione. Costruito in origine dai normanni sulla costa nel 1177, è stato ricostruito nel 1235 sulla collinetta centrale della penisola. In origine costruito in legno è stato ricostruito in pietra nel 1464, ristrutturato nel 1738 e ancor maggiormente nel 1911. È tuttora abitato dalla famiglia Gaisford St. Lawrence, eredi dei fondatori conti e poi baroni di Howth. Non è visitabile dal pubblico normalmente, solo in alcuni giorni d'estate. 
È considerato uno degli edifici più vecchi d'Irlanda.È circondato da un golf club.
Il castello è menzionato da James Joyce nella novella Finnegans Wake, dove con la frase "Howth Castle and Environs" identifica Dublino. "Howth Castle" è il nome scelto da uno dei due gruppi musicali italiani nati dallo scioglimento dei  Franti.